# Illice juanita
Illice juanita là một loài bướm đêm thuộc phân họ Arctiinae, họ Erebidae.